# Judita in njena služkinja (Detroit)
Judita in njena služkinja je ena od štirih slik italijanske baročne umetnice Artemisie Gentileschi, ki prikazuje svetopisemsko zgodbo o Juditi in Holofernu. To posebno delo, ki je bilo naslikano približno v letih od 1623 do 1625, zdaj visi na Inštitutu za umetnost v Detroitu. Pripoved je povzeta po devterokanonični Juditini knjigi, v kateri Judita zapelje in nato ubije generala Holoferna. Ta natančen trenutek ponazarja služkinja Abra, ki je odsekano glavo zavila v vrečo, nekaj trenutkov po umoru, medtem ko Judita straži. Preostale tri slike so zdaj prikazane v Museo di Capodimonte v Neaplju, Palazzo Pitti v Firencah in Musée de la Castre v Cannesu.
Katalog razstave o Artemisiji Gentileschi iz leta 2001 in njenem očetu Oraziju je zapisal, da »je slika splošno priznana kot najboljše Artemisijino delo«. Drugi so se strinjali in umetnostna zgodovinarka Letizia Treves je zaključila, da s to sliko »Artemisia upravičeno zavzela mesto vodilnih umetnikov italijanskega baroka.«

## Poreklo
Slika je bila v posesti princa Brancaccia leta 1952, kjer sta bila lastnika Alessander Morandotti iz Rima v Italiji in Adolph Loewi iz New Yorka. Lastništvo pred tem časom ni znano. Nato ga je istega leta 1952 kupila Leslie H. Green in ga podarila Detroit Institute of Arts v Michiganu.

## Datacija in pripis
Ta slika je pripisana Artemisiji zaradi sprejetja caravaggistične tehnike in kompozicije. Kljub delom sodobnega Caravaggia sta Artemisia in njen oče razvila lastne samostojne sloge. Izrecna narava umetničine interpretacije je pisce prepričala, da je v ozadju Artemisijine Judite globlji pomen, spomin na proces posilstva Agostina Tassija. Indikator lastništva naj bi bila tudi identifikacija s protagonistom slike. O natančnem datumu usmrtitve je treba razpravljati, saj je Artemisia v tem času potovala po Italiji.

## Ozadje
Gentileschijeva je bila usposobljena za izdelavo portretov in tihožitij, kar je bilo običajno za umetnice tistega časa. Poleg tega se je zanimala tudi za zgodovinske kompozicije, ki izhajajo tako iz svetopisemskih kot mitoloških zgodb. Umetnice so bile omejene na določene umetniške kategorije, ki so se glede na družbena pričakovanja tega časa zdela primerna. Gentileschijevo je njen oče med drugimi umetniki izobraževal za izdelavo portretov, tihožitij in zgodovinskih slik. Neprimerno je bilo, da bi ženske preučevale anatomske strukture golih modelov, zlasti kot krepostne neporočene ženske. Susan Dixon ugotavlja, da so zgodovinarji analizirali dela Gentileschijeve, ki poudarjajo golo žensko obliko, pri čemer so temeljili na zamisli, da je umetnica svoje telo morda uporabila kot referenco v ogledalu Šteje se, da so omejitve njenega rimskega doma na podlagi spola, skupaj z odsotnostjo matere večino njenega življenja, pomagale Gentileschijevi pri zanimanju in osredotočenosti na močne ženske figure. Ugibanja Elizabeth Cropper, da je Gentileschijeva ženske figure naslikala v bolj junaški luči, tem ženskam pripisovala značilnosti tragedije in žalosti, hkrati pa svoja dejanja utemeljevala z etičnega stališča. Ta zastopanost žensk na močnih položajih je sporočilo, da je Gentileschijeva potrdila žensko moč in potencial. Kot so vedeli zgodovinarji, so bi bili pokrovitelji Gentileschijeve sami moški. Glede na vrsto beneških pesmi, ki so bile poslane Gentileschijevi leta 1627, so tiste, ki so sledile umetnici in kupile njeno delo, to storile, ker je bila ženska. Čeprav so bile njene figure naslikane gole, so sodobni kritiki izrazili, da je bilo več čutnih čudes, povezanih z njenimi ženskimi lastnostmi umetnice. Potem ko je Gentileschijin oče Orazio treniral in izpopolnjeval njene umetniške sposobnosti le tri leta, je nadarjenost svoje hčerke opisal da je presegel raven mojstrov. Drugi, ki so ji bili zelo blizu, na primer akademik Joachim von Sandrart, so pohvalili njeno delo, ki je izžarevalo »znanje in racionalnost«, lastnosti, ki običajno niso bile povezane s takratnimi ženskami. 

## Analiza
Podobno kot njen oče je tudi Gentileschijin slog v letih njene kariere sledil Caravaggiu, zrcali njegove metode temnih senc in splošne izvedbe. Umetnica je uporabila dramatične oblike svetlobe, predvsem na Juditinem osvetljenem obrazu, z roko, ki je ščitila sij sveče. Jesse M. Locker izraža dokončne lastnosti te slike, ki v bistvu predstavljajo dramatizacijo v baročni umetnosti. Živi toni barv, od Juditine zlate obleke do globoko rdeče zavese, prispevajo k elementarni komponenti, ki je za razliko od Caravaggia edinstvena za Gentileschijin slog. Senca na Juditinem obrazu spominja na polmesec, ki je simbol Artemide, ponavljajoče se povezave umetnice med ženskimi figurami. Artemisijino Judito vedno vidijo z orožjem v pripravljenosti. Figure in sestavne dele kompozicije je naslikala z močnim občutkom realizma. Umetnostna zgodovinarka Mary Garrard pripisuje to podrobno pozornost vplivu caravaggističnega sloga. Dramatična osvetlitev, ki se igra z omejenim sijajem sveče in gostimi sencami, ustvarja napetost v prizoru. Slog te kompozicije primerjajo z Judita ubija Holoferna Adama Elsheimerja s tenebristično osvetlitvijo ene same sveče in draperijo v zgornjem kotu platna. Dramatično zasenčeno križanje Juditinih rok se povezuje z načinom in slogom Skušnjava sv. Frančiška Simona Voueta, skupaj s temo spolne moči. Še vedno je veliko razprav o datumu, kdaj je bila ta slika ustvarjena, vendar jo večina učenjakov umešča sredi 1620-ih. 

### Zgodba Judite in Holoferna
Ta judovska pripoved se začne s poskusom obleganja Betulije, izraelskega mesta, s strani asirske vojske, ki je osvojila pot do Jeruzalema. Judita, vdova, ki živi v Betuliji, se ponudi, da bi se borila proti predaji svojega ljudstva. Judita v spremstvu svoje služabnice Abre, sprejme povabilo na zasebno praznovanje asirskega generala Holoferna. Njegova želja, da bi legel z Judito, ko je oblekla njena najboljša oblačila, skupaj z velikim uživanjem alkohola, na koncu privede do njegove smrti. Ko zaspi v svoji postelji, se Judita oboroži in Abri naroči, naj straži zunaj. Hebrejska junakinja odseka glavo Holofernu in odsekano glavo prinese ljudem, kjer se veselijo njene zmage. Novica o Holofernovi smrti potujejo skozi vrste, kar vodi do poraza asirske vojske nad Betulijci.

## Zgodovina Judite v umetnosti
Predstava o Juditinem poskusu zapeljevanja Holoferna ni bila nekaj, kar se je zgodnji krščanski cerkvi zdelo primerno. Verske razlage so namesto tega sporočale, da je Bog izboljšal njeno lepoto, ne da bi motil njeno nedolžnost kot ženske, kar je privedlo do podobe, ki jo je povezovala z Devico Marijo. V srednjem veku je bila Judita pogosto oddana v isti luči kot Devica in primerjala njune podobne zmage obglavljanja likov, ki so predstavljali zlo - Holoferna in hudiča. Ker se je renesančna umetnost odmaknila od vseobsegajočega pristopa k pripovedovanju zgodb, se je začela v celoti osredotočati na napete trenutke Juditine zgodbe, zlasti ko je Holoferna obglavila. Vrhunski primer tega je Michelangelova Judita v obočni kapi Sikstinske kapele. V dekoraciji Juditinega oklepa so bili uporabljeni mitološki simboli, ki se nanašajo na ženske figure vojne / lova Artemide, Atene in Amazonk. Donatello je najbolj znan po tej aplikaciji, vendar je tradicija povezana z drugimi umetniki, kot so Sandro Botticelli, Michelangelo, Andrea Mantegna, Giorgio Vasari, Caravaggio in Artemisia Gentileschi. Umetnostna zgodovinarka Mary Garrard domneva, da je bila Judita pravičen simbol, na katerega so ljudje v 16. in 17. stoletju gledali v verskih in političnih razmerah. Med protireformacijo so katoličani Juditino osvojitev Holoferna videli kot svojo bitko in zmago nad protestantizmom, natančneje Resnico nad krivoverstvom

## Interpretacija
Ženske, upodobljene v teh biblijskih časih, so tradicionalno nosile sandale ali so bile bose, v nasprotju z Juditino obleko na tej sliki. Judita, oblečena v oklep s težkimi čevlji - ki jo običajno vidimo na bojevniku ali vojaškem pripadniku - spremeni zaznavanje moči, ki prihaja iz vira, ki je običajno povezan s čutno obliko. Umetnostna zgodovinarja Keith Christiansen in Judith Walker trdita, da je cilj rokavice v njeni roki poudariti simbolično dejanje poraza in izgube moči vojaškega prvaka. Ta pojem je naslovljen tudi na Judito, mlado ovdovelo žensko, ki je Holofernu odvzela junaške lastnosti. Holofernova privlačnost do Judite, kar na koncu pripelje do strašnega primera zavajanja in nasilja, skoraj odraža dogodke iz lastnega življenja Gentileschijeve. Simbolična narava in poosebitev likov v svetopisemski zgodbi pa sta nasprotna resničnim umetničinim postopkom. Umetnostni zgodovinar E. P. Richardson poudarja, da bi ta slika lahko služila kot nekakšen avtoportret, saj ima Juditina služabnica fizične lastnosti, ki se ujemajo z Gentileschijevo. Iz analize Diane Apostolos-Cappadone interpretacija Judite pod Artemisio služi kot pokazatelj ženske junakinje, ki ni več naslikana v pravični Božji luči.

### Mary Garrard
V svoji knjigi Artemisia Gentileschi: Podoba ženske junakinje v italijanski baročni umetnosti umetnostna zgodovinarka Mary D. Garrard ugotavlja, da jih Gentileschijina upodobitev ženskih figur postavlja v bolj junaško luč. Garrardova ugotavlja simboliko, ki so jo pisci pripisovali Juditi, ki je odsekala glavo Holofernu, in verjel, da gre za Artemisino različico maščevanja iz njenega osebnega življenja. Posledice posilstva, v katerem je sodeloval očetov prijatelj Agostino Tassi, in mnenja tistih, ki so ogrožali njeno čast, so morda vplivali na njen slog in vsebino. Po tem Garrardova meni, da je pomen Gentileschijeve in Judite veliko bolj zapleten. Ta vključitev samoportretiranja je bila pogosta med številnimi umetniki, kot so Tizian, Michelangelo in celo Caravaggio. Garrardova ugotavlja, da so se moški bali Gentileschijine serije Judite, ki je odsekala glavo Holofernu, ker je oživela predstavo o ženski, ki prevzame nadzor in vlada nad moškim. Avtorica analizira, da je Artemisia morda vključila tudi nekatere značilnosti sebe v Juditino služkinjo Abra, katere podporni videz se razlikuje od nezvestobe nekdanje Gentileschijine prijateljice Tuzije. Garrardova ugotavlja, da se simbolne razlike med Judito in Abro povezujejo s preteklostjo in sedanjostjo ponovitev same umetnice. S tem je Gentileschijeva naslikala bolj zapleten opis biblijske junakinje in njene zveste spremljevalke, da bi ju, po Garrardinih mislih, osvobodila omejevanja stereotipov. 